# أنيتا غراهام
أنيتا غراهام (بالإنجليزية: Anita Graham)‏ هي ممثلة بريطانية، ولدت في 1948 في المملكة المتحدة.

## وصلات خارجية
- أنيتا غراهام على موقع IMDb (الإنجليزية)